# Antropológia
Az antropológia (görög anthroposz, = „ember”) az emberről szóló tudomány, amely az embert és az emberi csoportokat minden vonatkozásában vizsgálja, mind fizikai (anatómiai, biológiai, morfológiai, fiziológiai, evolúciós stb.), mind kulturális, társadalmi, vallási, nyelvi, pszichológiai téren, mind a jelenben, mind a régmúltban. A szociálantropológia a viselkedési mintákat, míg a kulturális antropológia a kulturális eltéréseket vizsgálja, beleértve a normákat és értékeket. 
Az Amerikai Egyesült Államokban az antropológia egyik fő tudományágának tekintik a régészetet, míg Magyarországon a régészet külön tudománynak számít, bár sok kapcsolata van mind a fizikai, mind pedig a kulturális antropológiával.

Leonardo da Vinci: „Vitruvius-tanulmány” (1490)

## Etimológia
A kifejezés két görög szóból származik: az anthrôposz (ἄνθρωπος), ami "embert" jelent, és a logosz (λόγος), ami tudományt, diskurzust jelent.

## Ágai
Az antropológia két fő területre osztható, nevezetesen
- a fizikai antropológiára, amely a hajdan élt és a mai ember fizikai, azaz testi tulajdonságaival foglalkozik
- a kulturális antropológiára, amely az emberi kultúrát vizsgálja.

A kulturális antropológia egy külön ágát képviseli a nyelvészeti antropológia, amely a nyelv társadalmi használatát, a nyelv és a kultúra kapcsolatát, valamint a nyelv tér- és időbeli változásait tárgyalja. (Ez Magyarországon inkább a nyelvtörténet kutatási területe.)
Magyarországon hagyományosan a néprajz felelt meg legjobban a modern angolszász indíttatású kulturális antropológiának, ezért a kulturális antropológiai szempontú kutatásokkal sokáig a néprajz keretei között foglalkoztak. Ma már azonban a kettőt teljesen különálló tudományként gyakorolják.
Ezenkívül létezik:
- evolúciós antropológia
- filozófiai antropológia
- teológiai antropológia
- szociálantropológia